# 安又琪
安 又琪（アン・ヨウチー、1982年10月14日 - ）は、中国の女性ポップス歌手。本名同じ。英語表記は「Angela An（アンジェラ・アン）」「An Youqi」。
2004年8月、湖南衛星テレビの歌番組超級女声（スーパーガール）で、全国から人気を集め、グランプリ優勝戦時、優勝に輝いた。一夜にして、中国トップアイドルの座についた。

## アルバム

### 安又琪Angela
2004年12月21日発売。EE-MEDIA所属。
1. 你好，周杰倫
2. 別靠近我
3. 最後悔愛誰
4. 帥哥
5. 夢想
6. 最幸福的孩子
7. 哎呀
8. 醜小鴨
9. 愛就象微風
10. 別靠近我Remix

### 談情説愛
2006年2月22日発売。エイベックス中国所属。
1. 談情説愛
2. 失恋的人不能聴
3. 有你陪着我
4. 挑
5. 別管我
6. 両點寂寞
7. 甚麼東東
8. 困獣之愛
9. 就這様吧
10. 熱恋煙火

### 因瞰朶 (EP)
2011年3月31日発売
1. 因瞰朶
2. 対味
3. 見壊就収